# Fancy Cherono
Fancy Cherono (Kenia, 2 de agosto de 2001) es una atleta keniana, especialista en la prueba de 3000 m obstáculos, en la que logró ser medallista de bronce africana en 2018

## Carrera deportiva
En el Campeonato Africano de Atletismo de 2018 celebrado en Asaba (Nigeria) ganó la medalla de bronce en los 3000 m obstáculos, empleando un tiempo de 9:23.92 segundos, tras sus compatriotas las también kenianas Beatrice Chepkoech (oro con 8:59.88 segundos que fue récord de los campeonatos) y Celliphine Chespol (plata con 9:09.61 segundos).